# Sam Pam
Sam Pam (1º giugno 1968) è un ex calciatore nigeriano, di ruolo difensore.